# Agnesiella jammuensis
Agnesiella jammuensis är en insektsart som beskrevs av Sharma och Malhotra 1981. Agnesiella jammuensis ingår i släktet Agnesiella och familjen dvärgstritar. Inga underarter finns listade i Catalogue of Life.